# واترپلو در المپیک تابستانی ۱۹۶۰
واترپلو در بازی‌های المپیک تابستانی ۱۹۶۰ نام رویداد ورزش واترپلو در بازی‌های المپیک تابستانی بود که در سال ۱۹۶۰ برگزار شد.